# STS-26
A STS-26 foi uma missão da NASA que utilizou o ônibus espacial Discovery. Esta foi a vigésima sexta missão a utilizar um ônibus espacial, e a sétima missão do Discovery. Foi a primeira missão a ser feita após o desastre da Challenger.

## Tripulação
| Posição                  | Astronautas     |
| ------------------------ | --------------- |
| Comandante               | Frederick Hauck |
| Piloto                   | Richard Covey   |
| Especialista de missão 1 | John Lounge     |
| Especialista de missão 2 | David Hilmers   |
| Especialista de missão 3 | George Nelson   |

## Principais fatos
O ônibus espacial Discovery decolou da Plataforma de Lançamento 39B, no Centro Espacial John F. Kennedy, às 11h37 EDT em 29 de Setembro de 1988, 975 dias após o desastre com a Challenger. O lançamento da missão de retorno ao espaço dos Estados Unidos, foi adiado por 1 hora e 38 minutos, devido a ventos fora de temporada, e para substituir os fusíveis nos sistemas de resfriamento dos trajes de dois membros do grupo. Os trajes foram reparados, e os oficiais determinaram que havia um margem de segurança suficiente para as cargas de vento nas asas do veículo.
A carga principal da missão STS-26 era o satélite TDRS Tracking and Data Relay Satellite que foi lançado com sucesso. Foram realizados 11 experimentos científicos e tecnológicos que estavam agendados. O veículo sofreu apenas pequenos danos no sistema de proteção térmico e os foguetes de combustível sólido não demonstraram nenhum sinal de rachaduras ou superaquecimentos em nenhuma das juntas.
Dois problemas ocorreram durante o voo. Após a ascendência, o Flash Evaporator System utilizado para o resfriamento do ônibus espacial congelou e se desligou, aumentando a temperatura na cabine do grupo para aproximadamente 30° Celsius. O problema foi resolvido no quarto dia de voo e a temperatura foi normalizada. A antena de banda-Ku para comunicações, localizada no compartimento de cargas do ônibus espacial, foi acionada com sucesso no segundo dia de voo, porém apresentou problemas para responder corretamente e teve que ser recolhida pelo resto da missão.
Além de terem realizado uma série de experimentos, os membros do grupo treinaram com a nova pressão-parcial, nos trajes espaciais, e retiraram e posicionaram o novo sistema de escape do grupo. Em 2 de Outubro, um dia antes do fim da missão, o grupo de cinco astronautas a bordo realizou uma homenagem aos astronautas da Challenger.
O Discovery aterrissou na Pista 17, na base Edwards no estado da Califórnia, às 12h37. EDT de 3 de Outubro, A duração da missão foi de 4 dias e 1 hora. Blaine Hammond Jr., responsável pelo contato de Houston com a nave, deu as boas vindas ao grupo com a frase "um grande final para um novo começo".
Os membros do grupo eram o comandante Frederick Hauck, o piloto Richard Covey, e os especialistas de missão John "Mike" Lounge, George "Pinky" Nelson e David Hilmers.
O TDRS-C se tornou o segundo TDRS em órbita. Teve acionado o seu Estágio Superior Inercial (IUS) lançado do compartimento de carga do Discovery com 6 horas e 13 minutos de voo. O primeiro estágio do IUS colocou o TDRS-3 em uma órbita de transferência, e o segundo estágio do IUS colocou o veículo em uma órbita geossíncrona no dia 30 de Setembro. TDRS-3, o segundo Tracking and Data Relay Satellite operacional se moveu para o sul do Havaí às 171 graus de longitude oeste. Ele se juntou à nave de cobertura terrestre TDRS-1. O TDRS-B foi perdido no acidente da Challenger. Também no compartimento de carga estava o Sistemas de Instrumentação de Suporte Autônomo (OASIS). O OASIS armazenou as informações do ambiente no veículo e no TDRS durante várias fases do voo.
Todos os experimentos do compartimento de carga foram acionados com sucesso. Porém houve algumas falhas com dois dos cinco experimentos que envolviam a ciência dos materiais. No experimento de crescimento de cristais de proteínas, dois das 11 proteínas processadas não produziram cristais utilizáveis para análise. Isto incluía uma enzima chave para a replicação da AIDS. Além disso, houve alguns problemas de equipamento com o Automatic Directional Solidification Furnace, um experimento para investigar a fusão e solidificação de vários materiais.
Os experimentos em processamento de materiais incluíam dois projetos do programa de envolvimento de estudantes, um na formação de grãos de titânio e o outro no controle do crescimento de um cristal com uma membrana. O outro experimento com processamento de matérias, o Transporte de Sólidos Orgânicos por Vapores Físicos, era um projeto conjunto entre a Nasa e empresa 3M.
A aterrissagem ocorreu na Pista 17 da base de Edwards da Força Aérea dos EUA, na Califórnia, às 9:37:11 do dia 3 de outubro de 1988, hora local.

## Galeria

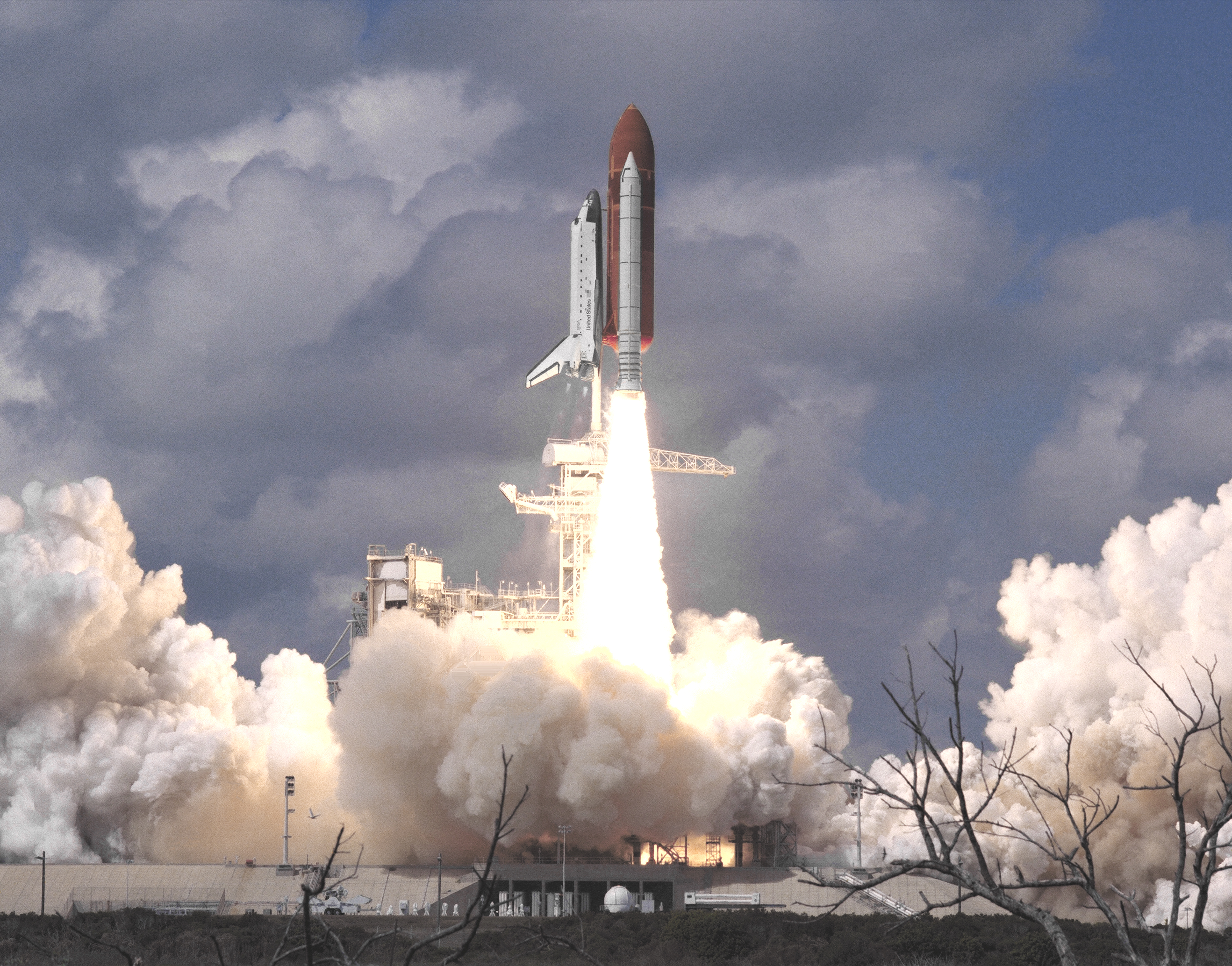
Lançamento do Discovery
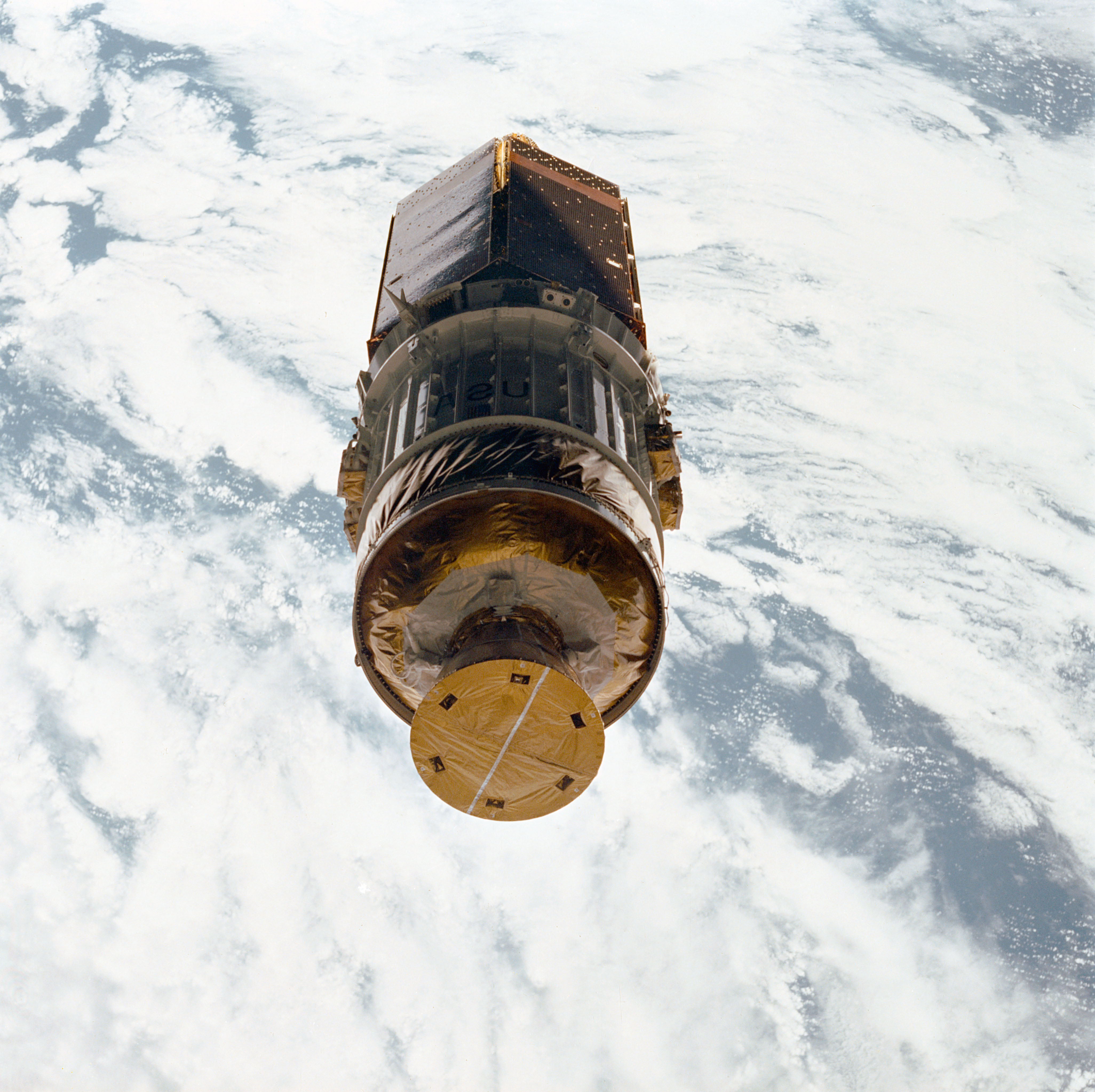
TDRS-C sendo lançado